# Eupetinus insignis
Eupetinus insignis är en skalbaggsart som beskrevs av Scott 1908. Eupetinus insignis ingår i släktet Eupetinus och familjen glansbaggar. Inga underarter finns listade i Catalogue of Life.